# Hemsbach
Hemsbach – miasto w Niemczech, w kraju związkowym Badenia-Wirtembergia, w rejencji Karlsruhe, w regionie Rhein-Neckar, w powiecie Rhein-Neckar-Kreis, siedziba wspólnoty administracyjnej Vereinbarte Verwaltungsgemeinschaft Hemsbach.
Leży częściowo w Parku Natury Dolina Neckaru-Odenwald, ok. 20 km na północ od Heidelbergu, przy autostradzie A5, drodze krajowej B3 i linii kolejowej Mannheim – Frankfurt nad Menem.

## Współpraca
Miejscowości partnerskie:
- Bray-sur-Seine, Francja
- Mücheln (Geiseltal), Saksonia-Anhalt
- Wareham, Wielka Brytania